# Sarcofàgids
Els sarcofàgids (Sarcophagidae) són una família de dípters braquícers de l'infraordre dels muscomorfs, coneguts vulgarment com a mosques de la carn perquè les seves larves es desenvolupen en la carronya i el fem, així com en els teixits vius de les persones i altres animals. Una de les espècies més esteses és Sarcophaga carnaria. Diverses espècies tenen interès en entomologia forense, ja que es desenvolupen en cadàvers.

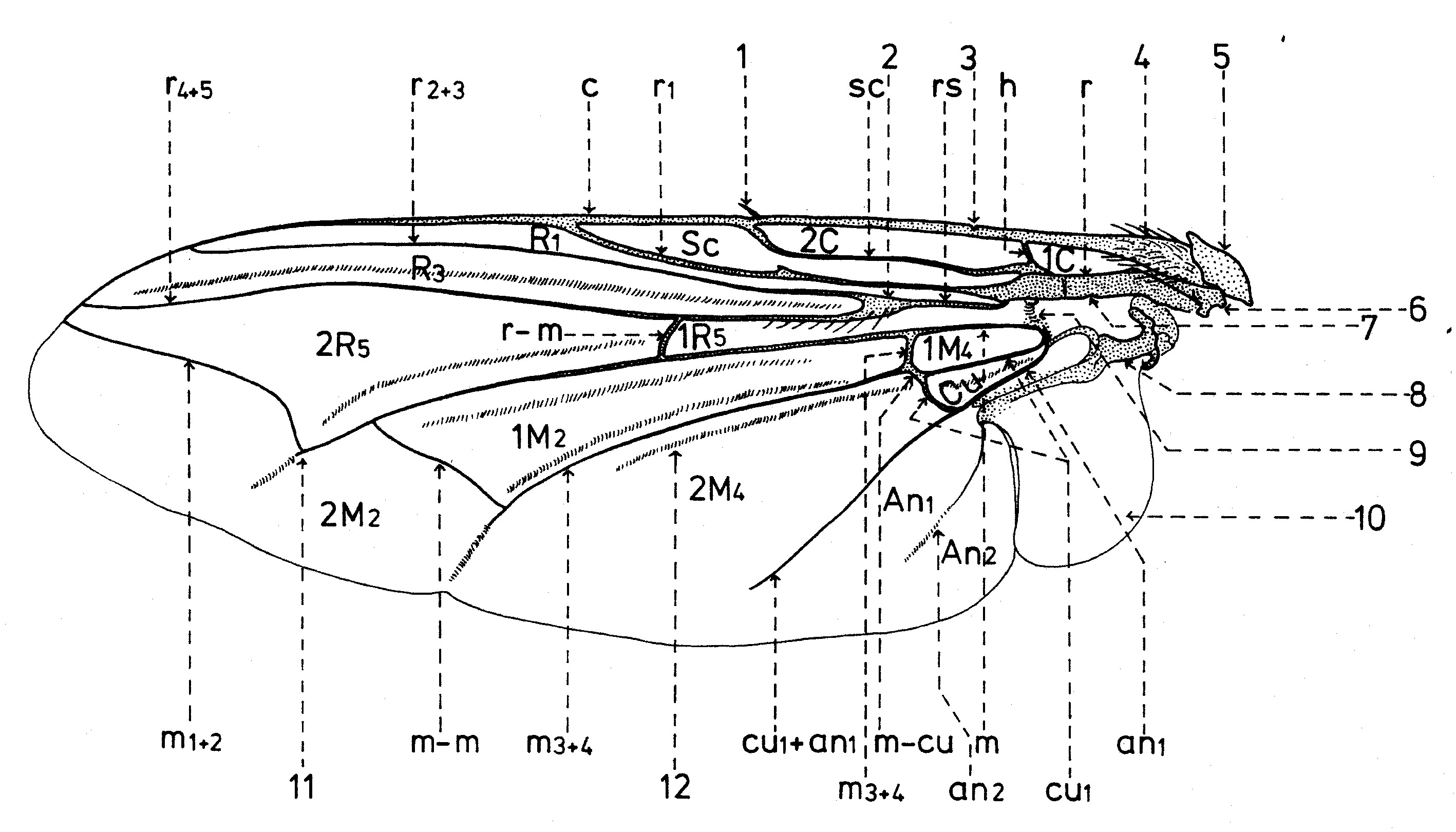
Esquema amb la nervació d'una ala de sarcofàgid

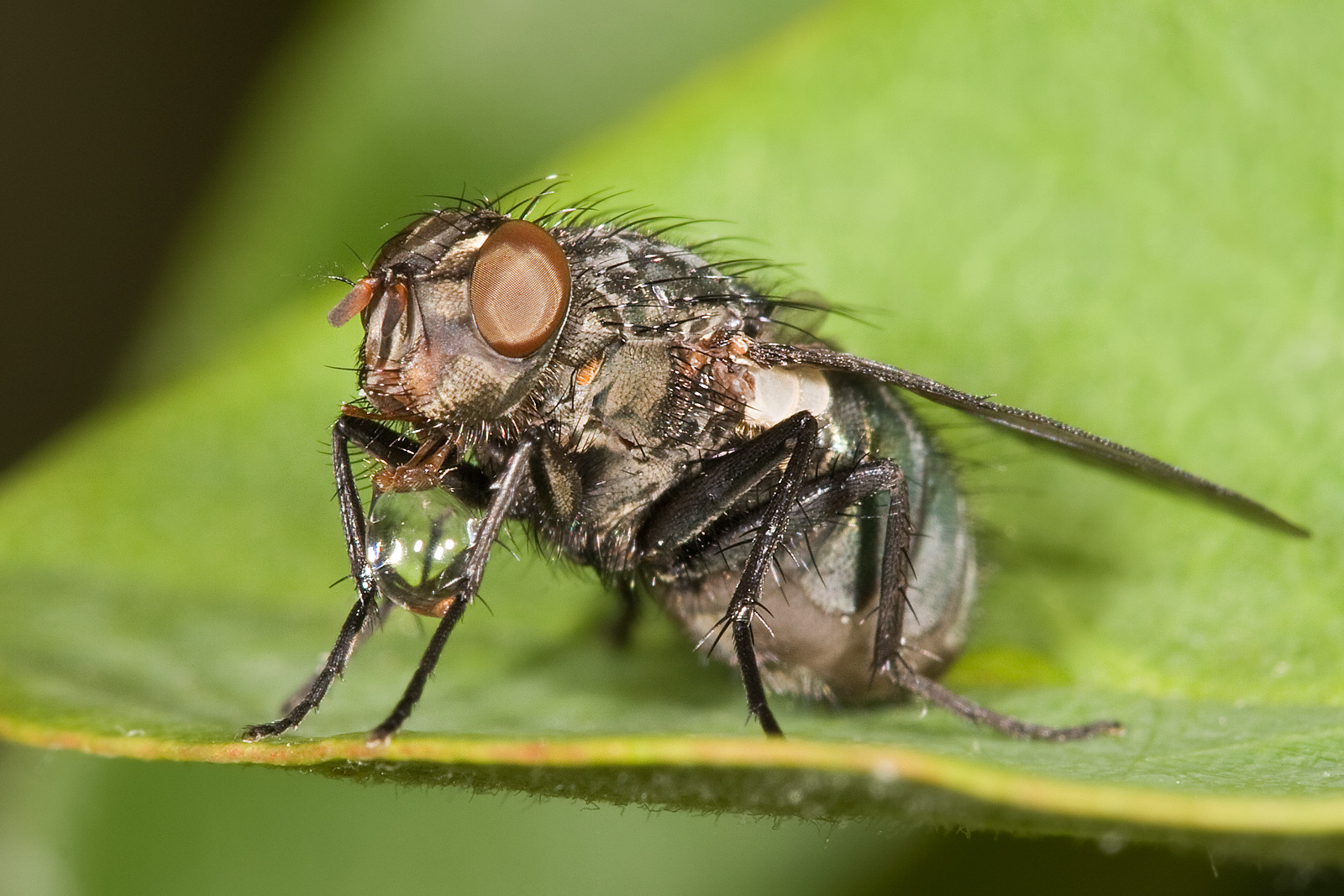
Un exemplar de Sarcophagidae, eliminant líquid, per a augmentar la concentració d'aliment sòlid ingerit.

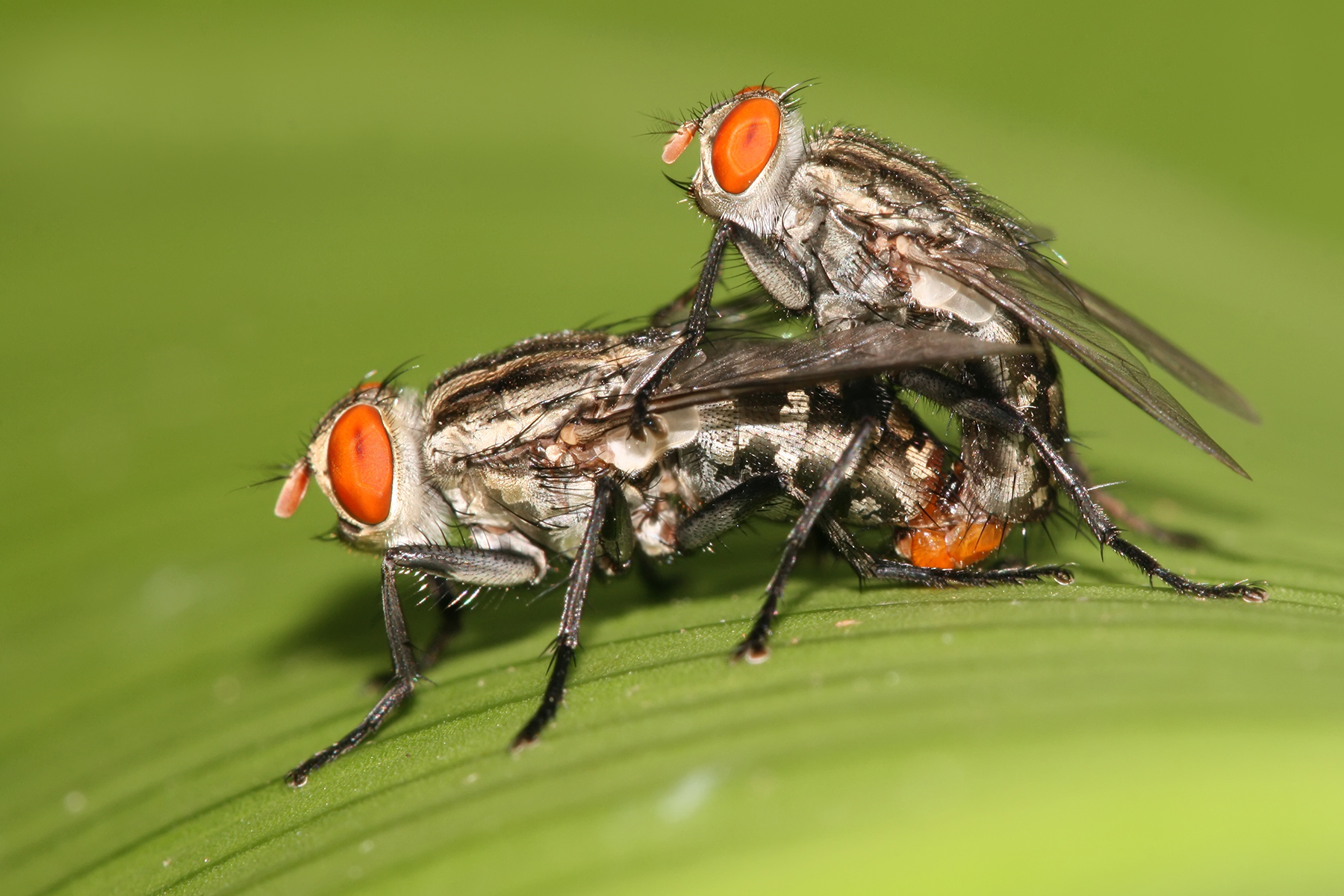
Exemplars Sarcophaga ruficornis copulant

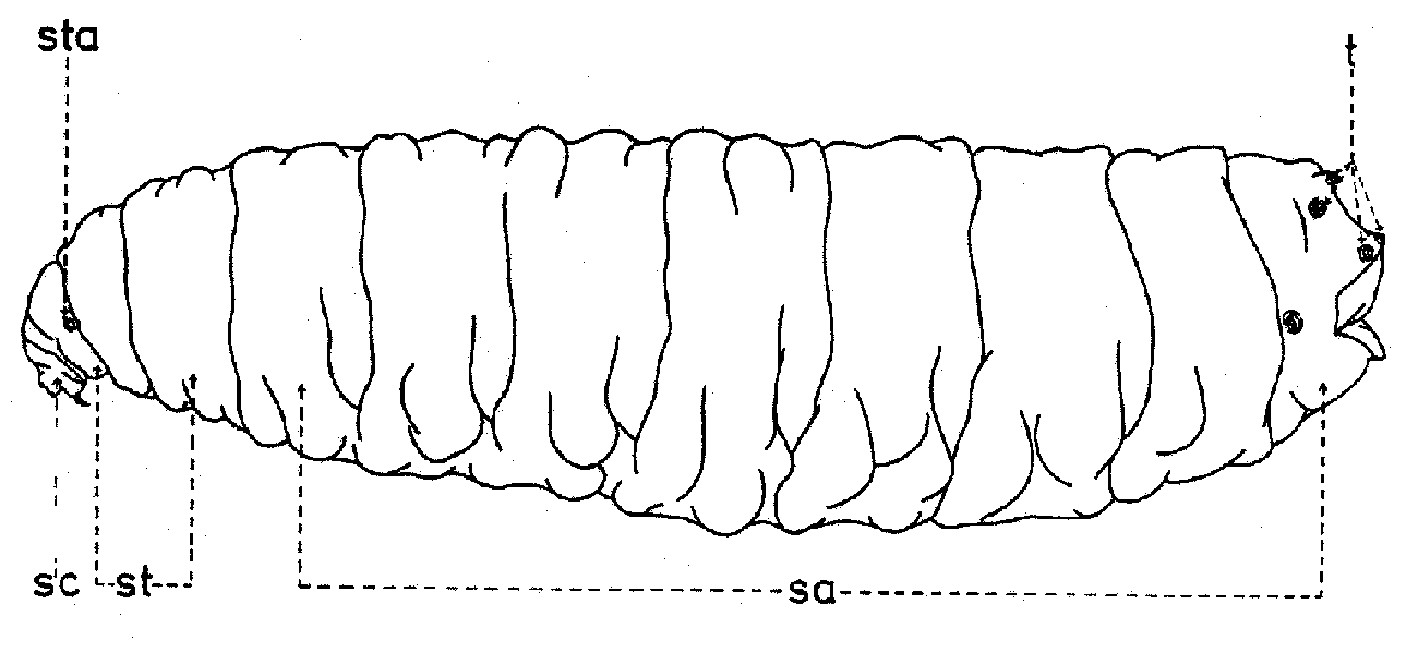
Dibuix representant una larva de sarcofàgid en el 3r estadi larval

Les moscardes de la carn recorden a una mosca domèstica grossa. Moltes tenen bandes longitudinals en el tòrax i l'abdomen. La majoria pon ous, encara que en unes poques espècies, els ous romanen a l'abdomen de la femella fins que s'obren, essent ovovivípares. Les larves es desenvolupen durant un dia i després s'enterren en la carn durant set a deu dies abans d'entrar en la fase de pupa.

## Associació amb malalties
Les mosques de la carn poden portar el bacil de la lepra i poden transmetre pseudomiasi intestinal a persones que mengin les seves larves. Les mosques de la carn, particularment Wohlfahrtia magnifica, pot també causar miasi en animals, majoritàriament en ovelles, i els pot causar sèpsia o infeccions asimptomàtiques de lepra. 